# Gioco di ruolo sessuale

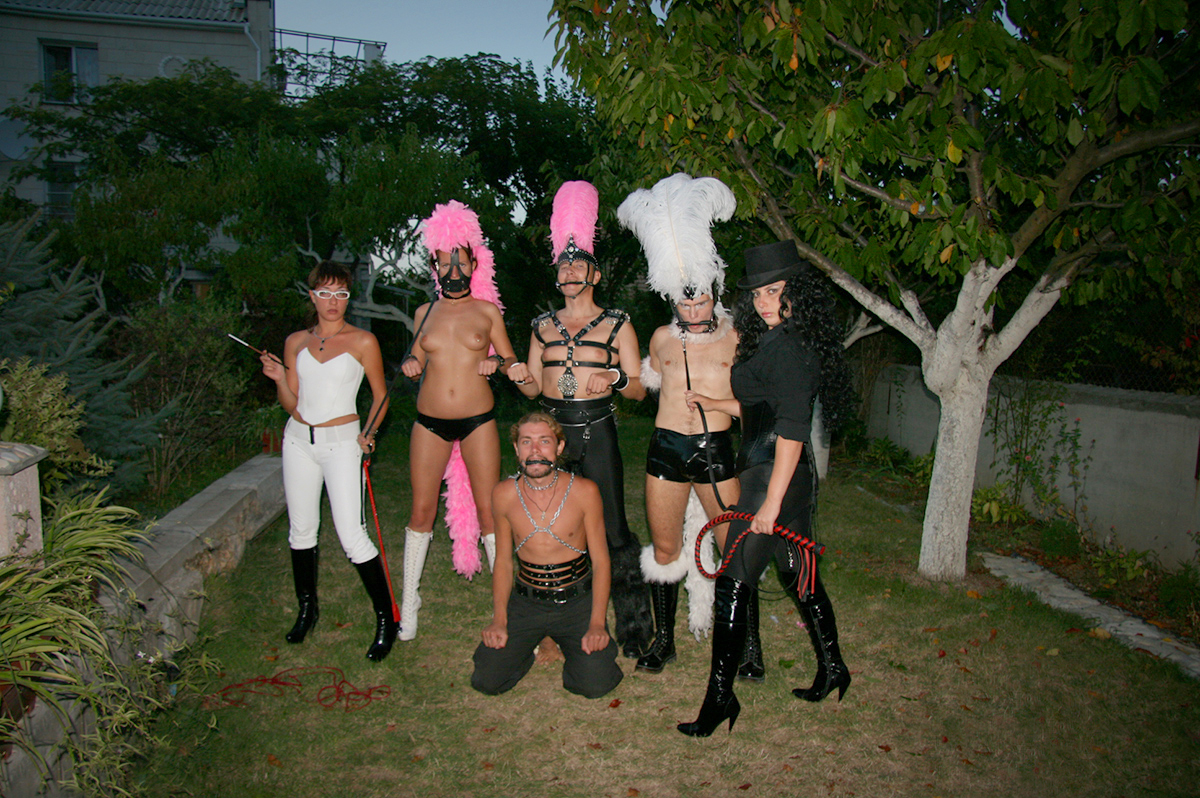
Pony-play durante un evento a tema

Un gioco di ruolo sessuale è una forma erotica di gioco di ruolo in cui due o più persone interpretano un determinato ruolo mettendo in pratica una fantasia sessuale. In relazione agli specifici interessi e al grado di coinvolgimento dei partecipanti si può dare vita a scenari particolarmente elaborati, a cui si aggiunge l'utilizzo di appositi abiti e costumi contestualizzati agli stessi scenari.
Il gioco di ruolo può essere usato come preliminare per stimolare l'eccitazione sessuale oppure può rientrare all'interno di un rapporto BDSM. Prima di iniziare si stabiliscono di comune accordo i limiti e una safeword per interrompere in qualunque momento il gioco qualora non ci si trovi più a proprio agio. Oltre a essere messo in atto nella realtà, il gioco di ruolo può essere vissuto pure in modo virtuale con il cybersesso.

## Caratteristiche

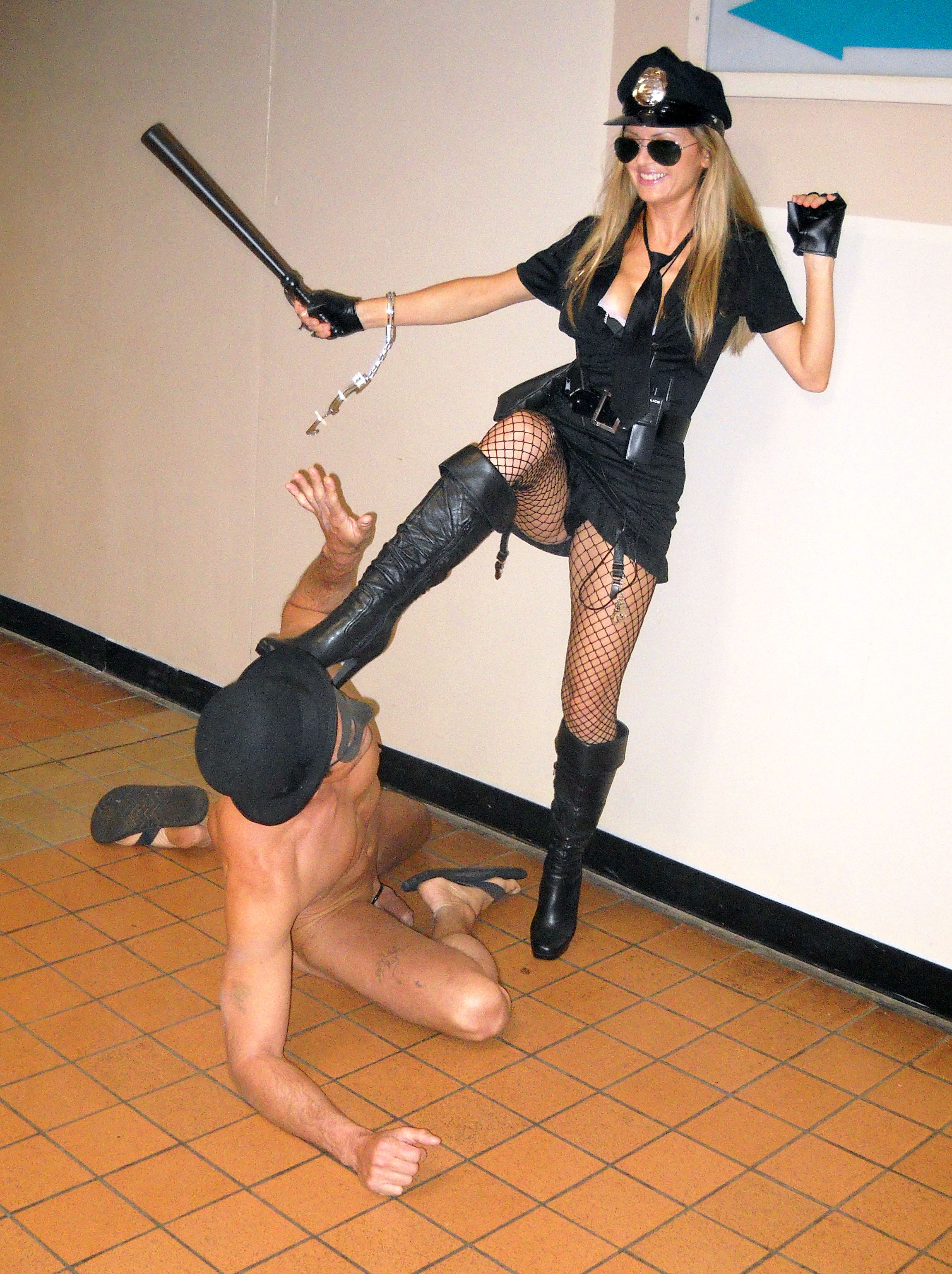
Ufficiale di polizia donna che domina un bandito in un gioco di ruolo sessuale

Uno dei classici giochi di ruolo è quello in cui un partner interpreta il ruolo del dottore mentre l'altro partner assume il ruolo del paziente. Tramite questi giochi si crea una certa intimità che può favorire il successivo rapporto sessuale, quando gli stessi atti sessuali non siano direttamente parte integrante del gioco di ruolo. Altre volte uno dei due partner mantiene la propria identità mentre l'altro partner assume il ruolo di un personaggio famoso (attore, cantante, politico, ecc.) o fittizio.
Un gioco di ruolo sessuale può implicare anche uno scambio di potere tipico del BDSM, dove il partner dominante assume il ruolo di master o mistress mentre il partner sottomesso rappresenta lo slave. Il dominante può applicare il bondage, punizioni corporali, umiliazioni verbali e fisiche, con o senza l'ausilio di giocattoli sessuali. In questo ambito sono di comune utilizzo abiti o costumi composti da materiali quali la pelle, il latex e il nylon in ottemperanza all'estetica fetish. Nell'umiliazione pubblica il sottomesso viene sottoposto a pratiche degradanti e umilianti davanti a una moltitudine di persone. Coloro che adottano lo stile di vita Gorean fanno uso di un mondo completamente immaginario.
In Giappone, negli imekura, le prostitute sono solite indossare abiti da scolara e costumi cosplay per soddisfare le fantasie sessuali dei loro clienti.

## Esempi di scenari

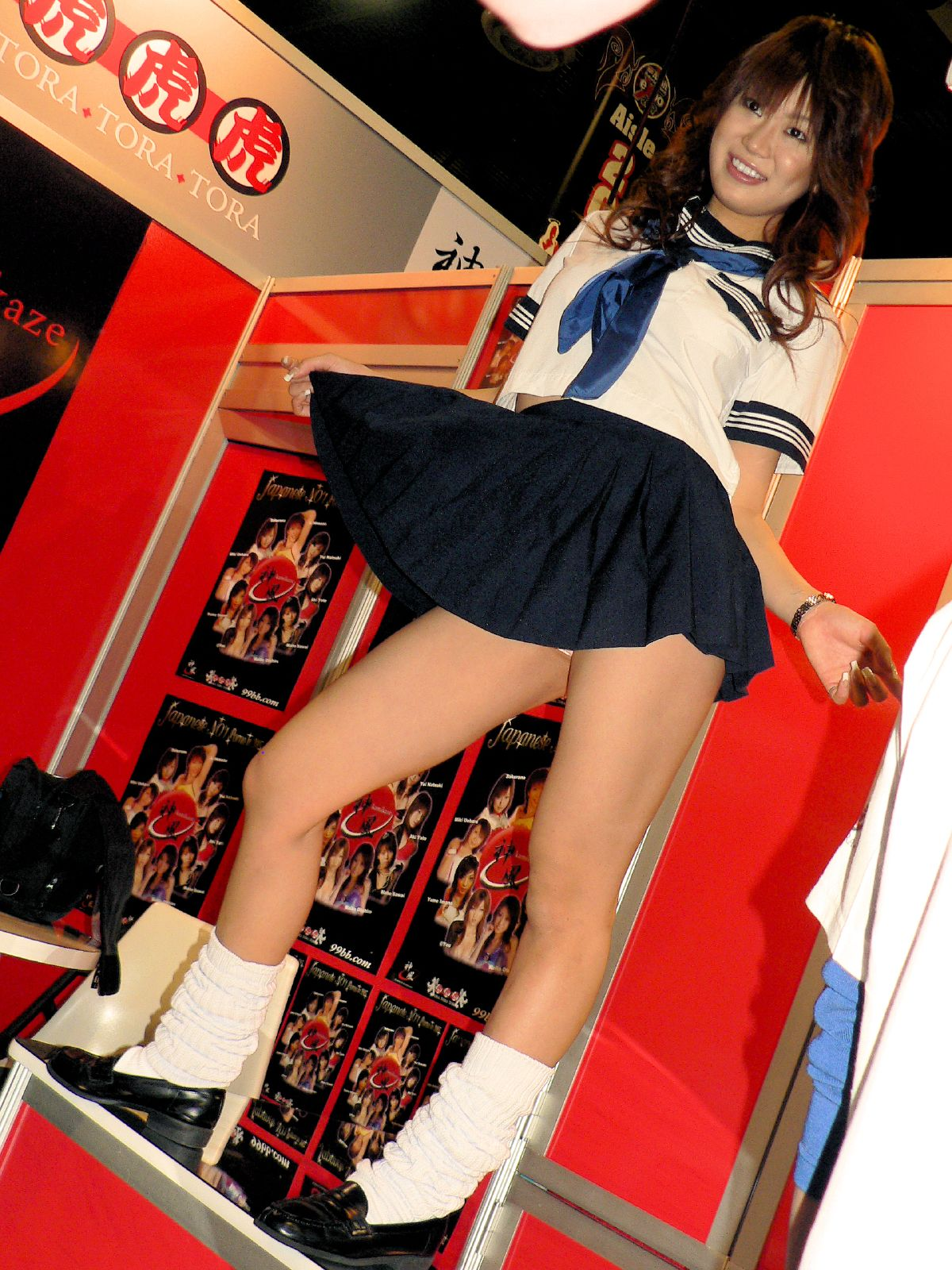
Donna giapponese in abiti da studentessa

La sessuologa statunitense Gloria Brame e il ricercatore canadese Trevor Jacques hanno elencato alcuni degli scenari più ricorrenti:
- Fantasia del rapimento: il soggetto viene legato (o ammanettato) prima di compiere qualsiasi atto sessuale.
- Fantasia di stupro: un individuo viene stuprato a sua insaputa.
- Feticismo dell'uniforme: un partner si veste in uniforme (studente, cheerleader, domestica, ecc.) mentre il dominante svolge un ruolo autorevole (genitore, insegnante, allenatore, poliziotto).
- Fantasie mediche: coinvolgimento di medici, infermieri e pazienti.
- Impersonare un animale: un partecipante viene trattato come un animale quale un cane, gatto, o cavalcato come un pony (pony-play).
- Dominazione-sottomissione: lo (o la) slave soddisfa il proprio master o la propria mistress a cui appartiene.
- Guardia/prigioniero: simulando una condizione di imprigionamento, la guardia esercita la sua autorità abusando del prigioniero.
- Impersonare un oggetto inanimato: un soggetto funge da mobilio umano o da oggetto di arredamento a disposizione del proprietario (furniphilia).
- Cliente/prostituta: la partner assume il ruolo di prostituta pagata per un incontro.
- Capo/segretaria: un partner assume il ruolo del capufficio mentre l'altro interpreta il suo sottoposto.
- Operaio tuttofare/casalinga: il tuttofare si presenta nell'abitazione della casalinga per eseguire dei lavori idraulici o varie manutenzioni.
- Fotografo/modella: un set fotografico diventa il preludio di una interazione sessuale.
- Spogliarellista/cliente: uno dei partecipanti esegue uno spogliarello per il proprio cliente.
- Insegnante/studente: chi interpreta lo studente segue le indicazioni dell'insegnante altrimenti andrà incontro a una punizione.
- Ageplay: un individuo agisce e tratta l'altra persona come se avesse un'età differente. Solitamente quest'ultima assume un'età più giovane di quella anagrafica, più raramente assume il ruolo di una persona più anziana.
- Femminilizzazione: avviene uno scambio di genere, con un soggetto di sesso maschile che si veste, si trucca e interagisce come una donna. Viceversa il soggetto di sesso femminile si comporta in modo mascolino umiliando e sottomettendo il partner, oppure può penetrarlo o simulare un rapporto orale con l'ausilio di uno strap-on.
- Fantasia di incesto: i protagonisti assumono il ruolo di membri della stessa famiglia inscenando un incesto.